# Noticias en La Red
Noticias en La Red fue un informativo televisivo chileno, emitido por el canal La Red.

## Primera etapa (12 de mayo de 1991-5 de abril de 1993)
Su primera edición fue emitida el primer día de transmisiones de dicha estación, el domingo 12 de mayo de 1991, y en la cual el informativo fue presentado por la periodista María Inés Alliende.
Noticias en La Red termínó el lunes 5 de abril de 1993, cuando fue reemplazado por el noticiero central Punto Tres, que debutó ese mismo día, el cual era conducido por la periodista Beatriz García-Huidobro Catalán.

## Segunda etapa (octubre de 2010-octubre de 2011)
Noticias en La Red regresa el 13 de octubre de 2010 como la máxima expresión de la reapertura parcial del Departamento de Prensa de La Red, la que ha sido bastante paulatina ya que ha incrementando sus contenidos periodísticos con boletines informativos, los que alcanzaban una duración máxima de cinco minutos (eliminados en octubre de 2011 por el debut de Hora 20); Dichos informativos, fueron conducidos por la ex periodista de La Red, Mónica Esquivel. 
Su primera emisión de esta segunda etapa fue para el especial del rescate de los 33 mineros atrapados en la mina San José, con boletines de 30 minutos de duración, que eran emitidos entre las 7:30 y las 8:00, luego entre las 21:30 y 22:00 horas, todo esto concentrado en la información del momento anteriormente mencionado.
Una vez finalizado el rescate de los 33 mineros, este informativo cesó sus emisiones sino hasta el 15 de noviembre de 2010, cuando Noticias en La Red volvió al aire de forma oficial.

## Presentadores

### Edición Matinal
- Rodolfo Herrera Llantén (13 de mayo 1991-24 de diciembre 1992, edición diaria)
- Bárbara Ackermann del Canto (marzo 1992-noviembre 1992, edición diaria)
- Mónica Esquivel (15 de noviembre de 2010-diciembre 2011, edición diaria)
- José Miguel Villouta (2011, edición diaria)

### Edición Mediodía
- Cecilia Lemaitre (mayo-diciembre 1991, edición diaria)
- Verónica Díaz Santibáñez (marzo-31 de diciembre de 1992, edición diaria)
- Mónica Frías (enero-abril 1993, edición diaria)
- Mónica Esquivel Gómez (15 de noviembre de 2010-2011, edición diaria)
- María José Barrios (2011, edición diaria)

### Edición Central
- María Inés Alliende Barbera (12 de mayo-31 de diciembre 1991, edición diaria)
- Cecilia Lemaitre (mayo 1991-enero 1993, edición diaria y de fines de semana)
- Verónica Venegas (13 de mayo-diciembre 1991, edición diaria y fines de semana)
- Juan José Pellegrini Ripamonti (marzo-diciembre 1992, edición diaria)
- María Teresa Balmaceda (marzo-diciembre 1992, edición diaria)
- Juan Pablo Larraín (1992, edición diaria)
- Verónica Díaz Santibáñez (marzo-diciembre 1992, fines de semana)
- Beatriz García-Huidobro Catalán (enero-abril 1993, edición diaria y fines de semana)
- Rodolfo Herrera Llantén (marzo-abril 1993, edición diaria)

### Edición Medianoche
- Federico Zabala (13 de mayo de 1991-febrero 1993, edición diaria)
- Pablo Ignacio Fernández Aedo (1992-1993, edición diaria)
- Gastón de Villegas (1992-1993, edición diaria)
- Rodolfo Herrera Llantén (marzo-abril 1993, edición diaria)